# Flathróe mac Fiachrach
Flathróe mac Fiachrach (mort en 774) est un  roi du Dál nAraidi des Cruithnes en Ulaid, un royaume régional médiéval d'Irlande. Il est le fils de Fiachra Cossalach († 710), un précédent souverain. Il est issu de la lignée d'Eilne de la famille royale et règne de  749 à 774.

## Contexte
La généalogie de Flathróe mac Fiachrach est détaillée dans le Leabhar na nGenealach (en) sous la forme suivante : 
Oilill s. Cumascach s. Flannagán s. Eochaid s. Breasal s. Flaithrí s. Fiachra Cos-salach s. Dúnghalach s. Scannal s. Béice s. Fiachra Crach, qui est Teallán s. Baodán s. Eochaidh..
Les annales ne donnent aucune information sur son règne relativement long,  mais l'entrée relative à sa mort est significative du fait qu'il est le dernier souverain du Dál nAraidi à être désigné par le titre de  « Roi des Cruthines  » 

## Sources
- (en) Gearóid Mac Niocaill, Ireland before Vikings, Dublin, Gill & Macmillan, 1972 (ISBN 0-71710-558-X), p. 138 Rulers of Dál nAraide 625-792
- (en) Francis John Byrne, Irish Kings and High-Kings, Dublin, Courts Press History Classics, 2001 (ISBN 1-851-82-196-1), p. 287 Kings of Ulster (Cruthin) Table n°7.